# بازی (بی‌دی‌اس‌ام)

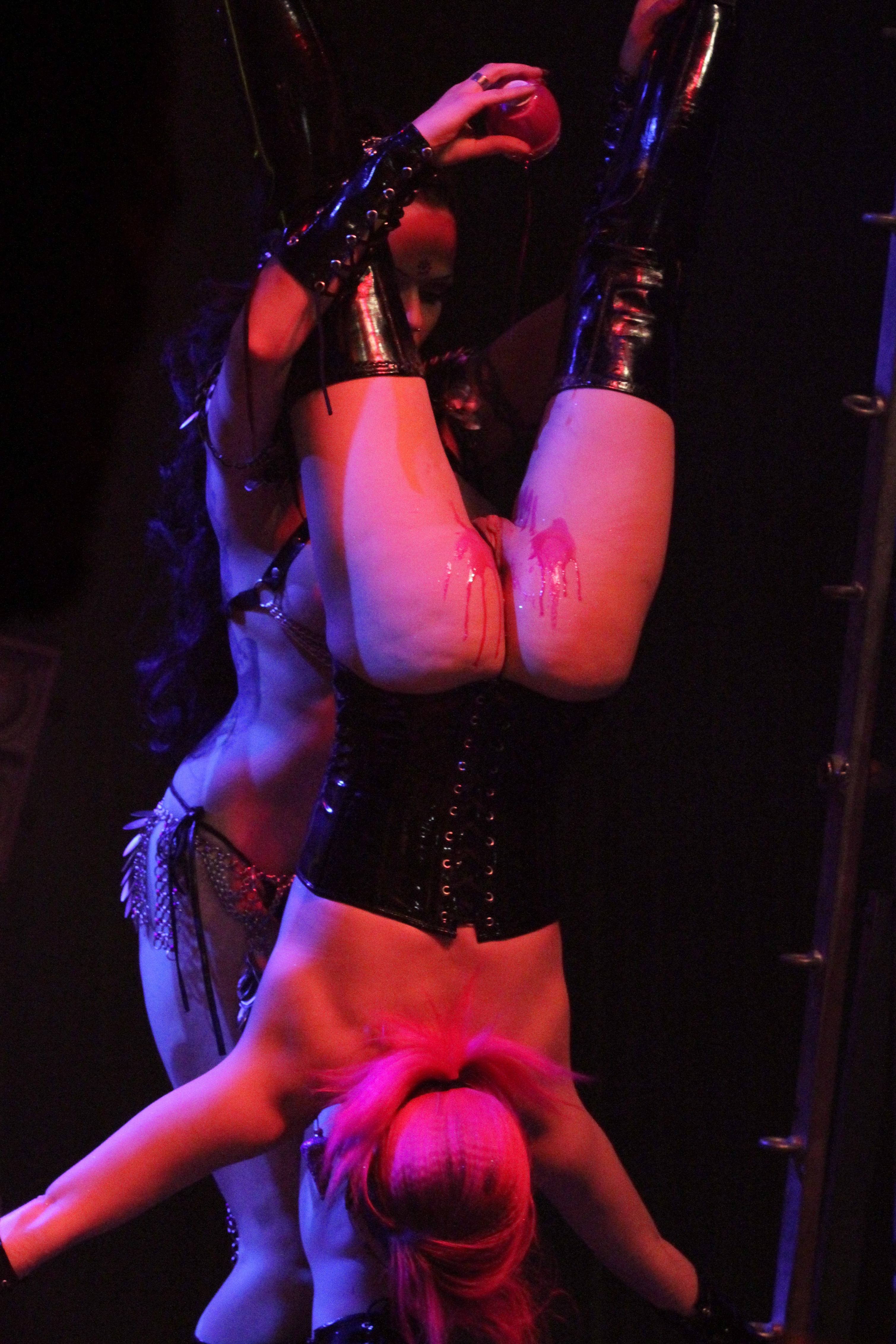
نمایش موم که بر روی دستگاه تناسلی زن محدود انجام می‌شود در جشنواره Wave-Gotik-Treffen، آلمان، ۲۰۱۴

در بی‌دی‌اس‌ام بازی (به انگلیسی: Play)، شامل هر نوع از فعالیت‌هایی است که در گستره «کینک» بگنجد و دربرگیرنده فعالیت‌های جسمی و روانی بوده و طیف گسترده‌ای از سطوح و میزان پذیرش اجتماعی را در بر می‌گیرد. ریشه این اصطلاح از باشگاه‌ها و دورهمی‌های جامعه بی‌دی‌اس‌ام سرچشمه گرفته است و بیانگر فعالیت‌هاییست که در یک صحنه بی‌دی‌اس‌ام اتفاق می‌افتد. این کلمه از آن زمان به طیف گسترده‌ای از فعالیت‌های بی‌دی‌اس‌ام محور گفته می‌شود.
بازی می‌تواند اشکال زیادی داشته باشد. طیف آن از جلساتی برای «شناختن همدیگر» که در آن طرفین اقدام به شناخت یکدیگر و تمایلات و عدم علایقشان می‌کنند، تا گستره وسیع بازی مابین افراد متعهدی که محدودیت‌های هم را می‌شناسند و مایلند تا تحت فشار قرار گیرند یا تحت فشار قرار بدهند، متغیر است. درحالی که فعالیت‌های فیزیکی طرفداران بیشتری دارد و شناخته شده تر هم هستند، «بازی روانی» همچون هیپنوتیزم شهوانی و بازی‌های جسمی نیز چاشنی کار می‌شود.
به‌طور کلی بازی به فعالیت‌هایی که در بی‌دی‌اس‌ام صورت می‌گیرد گفته می‌شود.